# William Garwood
Pour les articles homonymes, voir Garwood.
William Garwood est un acteur et réalisateur américain, né le 28 avril 1884 à Springfield, dans le Missouri, et mort le 28 décembre 1950 à Los Angeles, en Californie (États-Unis).

## Filmographie

### Comme acteur
- 1909 : The Cowboy Millionaire
- 1910 : Jane Eyre
- 1910 : The Vicar of Wakefield
- 1911 : The Pasha's Daughter
- 1911 : Baseball and Bloomers
- 1911 : Adrift : The Artist
- 1911 : For Her Sake : Confederate Soldier, Lover
- 1911 : Checkmate
- 1911 : The Mummy : Jack
- 1911 : Cally's Comet : Jack
- 1911 : The Railroad Builder
- 1911 : The Colonel and the King
- 1911 : Get Rich Quick : The Husband
- 1911 : Motoring
- 1911 : Flames and Fortune : The Rescuer
- 1911 : The Coffin Ship
- 1911 : Courting Across the Court : The Lover
- 1911 : Lorna Doone
- 1911 : Won by Wireless : Wireless Operator
- 1911 : That's Happiness : The Wealthy Old Woman's Son
- 1911 : The Smuggler : The Smuggler
- 1911 : The Pied Piper of Hamelin
- 1911 : Romeo and Juliet
- 1911 : The Buddhist Priestess : The Naval Officer
- 1911 : The Honeymooners : The Groom
- 1911 : The Higher Law (en) de James Cruze : The Minister
- 1911 : David Copperfield
- 1911 : The Lady from the Sea
- 1912 : Under Two Flags : Bertie Cecil
- 1912 : Vengeance Is Mine : The Bank Teller
- 1912 : The Merchant of Venice
- 1912 : Treasure Trove : John Sterling
- 1912 : A New Cure for Divorce : The Groom
- 1912 : Conductor 786 : The Conductor's Son
- 1912 : Lucile : Richard
- 1912 : At the Foot of the Ladder : The Society Leader
- 1912 : Please Help the Pore : The Poor Father
- 1912 : A Six Cylinder Elopement : John Henderson, Gray's Daughter's Sweetheart
- 1912 : The Woman in White : Walter
- 1912 : Put Yourself in His Place (en) de james Cruze : Henry Little
- 1912 : The Little Girl Next Door : The Husband
- 1912 : Petticoat Camp
- 1912 : Frankfurters and Quail
- 1912 : The Thunderbolt (en) : The Poor Couple's Son, as an Adult
- 1912 : Standing Room Only : The Cook's Sweetheart
- 1912 : Aurora Floyd
- 1912 : The Race : The Young Inventor
- 1912 : With the Mounted Police : The Mounted Policeman
- 1913 : The Van Warden Rubies
- 1913 : The Oath of Tsuru San
- 1913 : The Heart of a Fool
- 1913 : The Evidence of the Film : le courtier
- 1913 : Dora
- 1913 : Carmen
- 1913 : Some Fools There Were
- 1913 : Her Gallant Knights
- 1913 : For Her Boy's Sake
- 1913 : Cymbeline
- 1913 : The Caged Bird
- 1913 : The Oath of Pierre (en) de Sydney Ayres
- 1913 : Beautiful Bismark
- 1913 : Little Dorrit
- 1913 : The Lady Killer
- 1913 : The Shoemaker and the Doll
- 1913 : Robin Hood
- 1913 : A Mix-Up in Pedigrees
- 1913 : Through the Sluice Gates
- 1913 : L'Article 47
- 1913 : The House in the Tree
- 1913 : Rick's Redemption
- 1914 : The Ten of Spades
- 1914 : A Ticket to Red Horse Gulch
- 1914 : A Turn of the Cards
- 1914 : Fate's Decree
- 1914 : The Green-Eyed Devil
- 1914 : The Hunchback (en) de Christy Cabanne : A Young Prospector
- 1914 : Imar the Servitor : Imar
- 1914 : The Body in the Trunk
- 1914 : Beyond the City
- 1914 : The Lost Sermon
- 1914 : The Unmasking (en) de Sydney Ayres
- 1914 : Nature's Touch (en) de Sydney Ayres
- 1914 : The Cameo of the Yellowstone (en) de Sydney Ayres
- 1914 : Feast and Famine (en) de Sydney Ayres
- 1914 : A Man's Way (en) de Sydney Ayres
- 1914 : Does It End Right? (en) de Sydney Ayres
- 1914 : The Trap de Sydney Ayres
- 1914 : Their Worldly Goods (en) de Sydney Ayres
- 1914 : The Aftermath de Sydney Ayres
- 1914 : Break, Break, Break
- 1914 : The Cocoon and the Butterfly de Sydney Ayres
- 1914 : His Faith in Humanity (en) de Sydney Ayres
- 1914 : The Taming of Sunnybrook Nell (en) de Sydney Ayres
- 1914 : Billy's Rival
- 1914 : Jail Birds (en) de Sydney Ayres
- 1914 : In the Open (en)
- 1914 : Sweet and Low
- 1914 : Sir Galahad of Twilight
- 1914 : Redbird Wins (en) de Sydney Ayres
- 1914 : Old Enough to Be Her Grandpa
- 1914 : In the Candlelight
- 1914 : The Strength o' Ten
- 1914 : Out of the Darkness
- 1914 : The Girl in Question
- 1914 : The Sower Reaps
- 1915 : The Legend Beautiful
- 1915 : On Dangerous Ground
- 1915 : The Stake
- 1915 : She Never Knew
- 1915 : The Destroyer
- 1915 : Uncle John
- 1915 : The Supreme Impulse
- 1915 : Wild Blood
- 1915 : The Adventure of the Yellow Curl Papers
- 1915 : Uncle's New Blazer
- 1915 : You Can't Always Tell
- 1915 : The Alibi
- 1915 : Larry O'Neill -- Gentleman
- 1915 : Copper
- 1915 : Thou Shalt Not Lie
- 1915 : Driven by Fate
- 1915 : Billy's Love Making
- 1915 : The Wolf of Debt : Bruce Marsden
- 1915 : The Unnecessary Sex
- 1915 : Getting His Goat
- 1915 : Lord John's Journal : Lord John
- 1915 : Lord John in New York : Lord John
- 1916 : The Grey Sisterhood
- 1916 : Three Fingered Jenny
- 1916 : The Eye of Horus
- 1916 : The League of the Future
- 1916 : Billy's War Brides
- 1916 : The Go-Between
- 1916 : His Picture
- 1916 : Broken Fetters : Lawrence Demarest
- 1916 : Two Seats at the Opera : Michael Claney
- 1916 : The Gentle Art of Burglary
- 1916 : A Society Sherlock
- 1916 : He Wrote a Book
- 1916 : Arthur's Desperate Resolve
- 1916 : A Soul at Stake
- 1916 : The Decoy
- 1917 : The Little Brother : Franak Girard
- 1917 : A Magdalene of the Hills : Eric Southward
- 1918 : The Guilty Man : Claude Lescuyer
- 1918 : Her Moment (en) : Jan Drakachu
- 1918 : Wives and Other Wives : Norman Craig
- 1919 : Proxy Husband

### Comme réalisateur
- 1915 : The Destroyer
- 1915 : Uncle John
- 1915 : Wild Blood
- 1915 : Uncle's New Blazer
- 1915 : Destiny's Trump Card
- 1915 : You Can't Always Tell
- 1915 : Billy's Love Making
- 1916 : Billy's War Brides
- 1916 : The Go-Between
- 1916 : His Picture
- 1916 : Two Seats at the Opera
- 1916 : A Society Sherlock
- 1916 : He Wrote a Book
- 1916 : Arthur's Desperate Resolve
- 1916 : A Soul at Stake
- 1916 : The Decoy
- 1919 : Proxy Husband